# Edwin Gyimah
Edwin Gyimah (Sekondi-Takoradi, 1991. március 9.) ghánai válogatott labdarúgó, aki jelenleg a Mpumalanga Black Aces játékosa, kölcsönben a SuperSport United csapatától. Csapataiban védőként és középpályásként is bevethetik.

## Válogatott
2012. augusztus 5-én debütált a ghánai labdarúgó-válogatottban a kínai labdarúgó-válogatott elleni barátságos mérkőzésen. A 2015-ös afrikai nemzetek kupáján részt vevő keret tagja.

## Statisztika

### Válogatott
2015. január 15. szerinti állapot.
| Válogatott | Évek     | Mérkőzés | Gól |
| ---------- | -------- | -------- | --- |
| Ghána      | 2012     | 1        | 0   |
| Ghána      | 2013     | 0        | 0   |
| Ghána      | 2014     | 4        | 0   |
| Ghána      | 2015     | 0        | 0   |
| Összesen   | Összesen | 5        | 0   |

## Külső hivatkozások
- Edwin Gyimah Transfermarkt